# Biografielijst Ok

## Oka

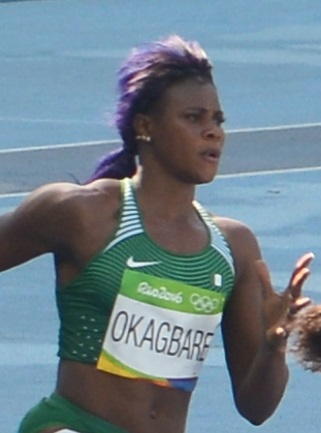
Blessing Okagbare

- Tadayuki Okada (1967), Japans motorcoureur
- Opiyo Okach (1963), Keniaans danser en choreograaf
- Blessing Okagbare (1988), Nigeriaans atlete
- Shunichiro Okano (1931-2017), Japans voetballer

## Oke
- Georgia O'Keeffe (1887-1986), Amerikaans kunstschilderes
- Alberic O'Kelly de Galway (1911-1980), Belgisch schaker
- Michael O'Kennedy (1936-2022), Iers politicus
- David Okereke (1997), Nigeriaans voetballer

## Oki
- Itaru Oki (1941-2020), Japans jazztrompettist

## Okk
- Arnoud Okken (1982), Nederlands atleet

## Oko
- Marilyn Okoro (1984), Brits atlete

## Okp
- Ezinne Okparaebo (1988), Noors atlete

## Okr
- Irakli Okroeasjvili (1973), Georgisch politicus

## Oku
- Noam Okun (1978), Israëlisch tennisser
- Riki Okusa (1999), Japans autocoureur

## Oky
- Ibrahim Okyay (1969), Turks autocoureur